# Karsten Geiger
Karsten Geiger ist ein ehemaliger deutscher Footballspieler.

## Leben
Geiger spielte 1999 mit den Hamburg Blue Devils in der höchsten deutschen Spielklasse GFL, nach einem Abstecher zum Zweitligisten Hamburg Wild Huskies ging er im Vorfeld der Saison 2001 zu den Blue Devils zurück. Geiger wurde 2001, 2002 und 2003 mit der Mannschaft deutscher Meister und 2005 deutscher Vizemeister. Geiger kam in der Verteidigung zum Einsatz. Später stand er noch für die Bremen Firebirds auf dem Rasen und wirkte auch im Bremer Trainerstab mit.